# Quercétine
 (aout 2024).
La quercétine (aussi appelée quercétol) est un composé organique de la famille des flavonoïdes, plus précisément du sous-groupe des flavonols. C'est un métabolite secondaire présent dans plusieurs plantes communes, comme le sarrasin, les câpres ou les oignons rouges,. La quercétine se présente à l'état pur comme une poudre jaune au goût très amer. Elle est notamment utilisée dans les compléments alimentaires, même si aucune étude scientifique de qualité ne démontre de bienfaits chez l'être humain,.

## Sources alimentaires
La quercétine est présente dans une grande variété de fruits et légumes, dans le chocolat et certaines boissons comme le thé ou le vin. Sa concentration varie considérablement suivant la variété cultivée, les conditions de croissance, l'époque de la récolte. Le tableau ci-dessous répertorie quelques valeurs moyennes.
| Plantes alimentaires riches en quercétol d'après USDA et Phenol Explorer |                                |                     |
| Forme consommée                                                          | Nom scientifique de la plante  | Teneur              |
| Câpre                                                                    | Capparis spinosa               | 1 808 - 328 mg·kg-1 |
| Livèche                                                                  | Levisticum officinale          | 1 700 mg·kg-1       |
| Piment fort, jaune, cru                                                  | Capsicum                       | 506 mg·kg-1         |
| Sureau noir                                                              | Sambucus nigra                 | 420 mg·kg-1         |
| Chocolat, noir                                                           | Theobroma cacao                | 250 mg·kg-1         |
| Oignon cru, rouge                                                        | Allium cepa var. cepa          | 199 - 12,9 mg·kg-1  |
| Myrtille sauvage                                                         | Vaccinium myrtillus            | 177 - 12,7 mg·kg-1  |
| Cassis                                                                   | Ribes nigrum                   | 57 mg·kg-1          |
| Brocoli cru                                                              | Brassica oleracea var. italica | 32 mg·kg-1          |
| Thé vert                                                                 | Camellia sinensis              | 27 mg·kg-1          |
| Cerise                                                                   | Prunus cerasus                 | 12 mg·kg-1          |
| Vin rouge                                                                | Vitis vinifera                 | 8,3 mg·l-1          |
| Pomme crue, avec sa peau                                                 | Malus domestica                | 1,3 mg·kg-1         |
| Thé noir                                                                 | Camellia sinensis              | 0,036 mgl-1         |

L'oignon rouge est plus riche que l'oignon jaune. La plus forte teneur en quercétine est dans la couche la plus extérieure, Le vin rouge contient quelques dizaines de mg/L, suivant les cépages et la macération. La pellicule de la baie de raisin contient de 4 à 10 mg·kg-1 MS. Selon une étude de l'université du Queensland en Australie, on a aussi trouvé de la quercétine dans des variétés de miel fait de fleurs d'eucalyptus et de Melaleuca.
Les oignons sont une source majeure de glycosides ayant la particularité d’avoir des substitutions en position 4’. Dans l’échalote, la forme hétéroside est très dominante puisqu’on la trouve pour 99,2 %, avec seulement 0,8 % d’aglycone.

## Structure et propriétés
Le quercétol est un flavonoïde de type flavonol.

## Propriété sensorielle
Il possède une saveur amère intense, du même ordre que la naringine, avec un seuil de reconnaissance de l'amertume de 50 ppm et 65 ppm respectivement.

### Hétéroside de quercétol
Le quercétol se trouve dans les plantes sous forme hétéroside (ou glycoside c'est-à-dire associé à un glucide) dans lequel il joue le rôle de l'aglycone. Le groupe hydroxyle peut être substitué en position 3 par un rhamnose, un galactose, un glucose, un robinose ou un rutinose pour donner respectivement le quercitroside, l'hypéroside, l'isoquercitroside, le 3-robinosidequercétol et le rutoside.
| 3-O-Glycosides de quercétol |                  |         |
|                             | R                | Formule |
| Quercétol                   | H                |         |
| Quercitroside               | O-rhamnosyl      |         |
| Hypéroside                  | O-β-D-galactosyl |         |
| Isoquercitroside            | O-β-D-glucosyl   |         |
| 3-robinosidequercétol       | O-β-D-robinosyl  |         |
| Rutoside                    | O-β-D-rutinosyl  |         |

## Absorption et métabolisme
Les glycosides sont hydrolysés par des enzymes de l'intestin grêle et sont ensuite absorbés sous leur forme aglycone. Ce n'est toutefois pas ce dernier que l'on retrouve dans le sang mais les métabolites produits durant leur transfert intestinal et durant leur passage dans le foie :
- par glucuronidation (3’-O-D-glucuronide du quercétol, 4’-O-D-glucuronide du quercétol, 3-O-D-glucuronide du quercétol, etc.) ;
- par sulfatation (3'-O-sulfate de quercétol) ;
- par O-méthylation (4'-O-méthylquercétol, 3'-O-méthylquercétol à savoir l'isorhamnétol).

Les métabolites ont une moindre activité anti-inflammatoire que le quercétol. Le 3-O-glucuronide de quercétol n’a pratiquement pas d’activité jusqu’à la concentration de 10 μM. La bioactivité anti-inflammatoire se fait dans l’ordre décroissant suivant :
quercétol > 3’-O-méthylquercétol > 3’-O-sulfate de quercétol
>> 3-O-glucuronide de quercétol.
L’activité anti-oxydante moindre des métabolites se fait dans un ordre un peu différent :
quercétol > 3’-O-méthylquercétol > 3-O-glucuronide de quercétol > 3’-O-sulfate de quercétol
> 3’-O-méthylquercétin-3-O-glucuronide

3'-O-glucuronide de quercétol
3'-O-sulfate de quercétol
Isorhamnétol

## Propriétés médicinales

### Des prétentions thérapeutiques sans preuves
Un rapport effectué en 2008 pour l'Autorité européenne de sécurité des aliments à partir de la littérature scientifique disponible constate que plusieurs études prétendant démontrer des effets bénéfiques sur l'humain ont en fait une méthodologie déficiente. Ce rapport s'intéresse à quatre arguments avancés lors de la mise en marché de la quercétine (propriétés anti-oxydantes, effets bénéfiques sur le système cardio-vasculaire, les performances cognitives, le foie et les reins) et conclut que ces prétentions sont sans aucun fondement. Le rapport cite notamment une étude sur 36 humains comparant un groupe à la diète riche en flavonols avec un autre en consommant peu: les chercheurs n'observent aucune différence de protection de l'ADN contre les radicaux libres entre les deux groupes.
La quercétine a fait l'objet de recherche fondamentale et d'essais cliniques réduits. Même si les compléments alimentaires contenant la molécule ont de prétendus bienfaits thérapeutiques, aucune étude scientifique de qualité ne montre que la quercétine (en compléments ou dans la nourriture) ne peut soutenir le traitement du cancer ou celui de quelque maladie que ce soit,. En 2010, aux États-Unis, la FDA (l'agence fédérale américaine des produits alimentaires et médicamenteux) a dû sévir contre des manufacturiers de compléments alimentaires à base de quercétine, qui prétendaient sans preuve que leur produit avait un intérêt thérapeutique,.

### Effets antioxydantsin vitro
In vitro (donc à l'extérieur d'un être vivant), plusieurs études et revues de littérature ont montré que le quercétol était un antioxydant. Entre la quercétine, la rutine, l'apigénine et la lutéoline, la quercétine est le plus puissant capteur d’espèces réactives oxygénées ERO (ou radicaux oxygénés libres). Toutefois, ces effets bénéfiques in vitro sont vraisemblablement absents lorsque la quercétine est consommée par un être humain (en situation in vivo). En effet, les flavonoïdes sont généralement mal absorbés, transformés de façon très exhaustive par le métabolisme humain et rapidement éliminés, tant et si bien que leur concentration dans le sang est finalement réduite à l'état de traces. Leur potentiel est donc négligeable. Selon l'Institut Linus Pauling, la concentration des flavonoïdes comme la quercétine est ainsi 100 ou 1000 fois plus petite que celle d'autres anti-oxydants comme la vitamine C, et ce qui demeure finalement sont des métabolites dérivés.

### Recherche sur les effets de la quercétine
Jusqu’à présent, très peu d’études de qualité sur les effets du quercétol sur l'homme ont été menées. Des résultats divers apparaissent dans la littérature du domaine, sans que leurs méthodologies soient forcément validées par des sources secondaires. Il est bon de rappeler que les effets bénéfiques (comme l'activité antimutagénique) qui ont été mis en évidence sur des lignées cellulaires cultivées, des invertébrés ou des rongeurs ne peuvent être extrapolées in vivo chez l’homme.
Selon une étude, le quercétol inhibe la production de TNFα (cytokine impliquée dans l’inflammation) dans les macrophages, de IL8 dans les cellules pulmonaires, et de deux cytokines (TNFα et IL-1a) dans les neurones. Ce processus passe par l’inhibition du facteur de transcription NF-kB jouant un rôle essentiel dans la régulation du système immunitaire. Une étude de Baugman et al. (2003) portant sur des patients souffrant de sarcoïdose, une inflammation chronique des poumons s’accompagnant d’un stress oxydant (avec augmentation du TNFα et IL-8), a montré une amélioration du système anti-oxydant après une prise de quercétol. Le piégeage des ERO évite le stress oxydant et atténue les inflammations. Dans une étude de 2008, Kampkotter et collaborateurs montrent que le traitement par le quercétol des nématodes Caenorhabditis elegans accroît leur résistance au stress oxydant et allonge leur durée de vie de 15 %. Le quercétol serait en mesure de réguler l’expression des gènes puisqu’il augmente la translocation du facteur de transcription DAF-16 dans le noyau.
Par ailleurs, la quercétine, comme les flavonoïdes de structure voisine, sont cancérogènes selon le test d'Ames (in vitro), ce qui montre la complexité de ces composés, en raison de leurs interactions avec de nombreuses autres substances masquant les réactions spécifiques,,,. Des effets secondaires ont aussi été démontrés sur des rats et des souris mais un essai clinique de 6 mois sur des humains n'a montré aucun problème.
La quercétine inhibe l'activité de l'endopeptidase neutre (NEP) qui engendre un effet natriurétique. Pour l’instant, seuls des effets anti-inflammatoires ont été prouvés in vivo notamment dans le cas de la rhinite allergique. Cependant, une étude en double aveugle contre placebo publié en 2022 montre une amélioration de la qualité de vie des personnes souffrant de ce problème de santé.
La quercétine semble améliorer chez certaines personnes le cholestérol total, le LDL-cholestérol, le CRP, le glucose sanguin et la pression artérielle systolique d'après des méta-analyses d'essais randomisés.
Chez l'animal, la quercétine et ses dérivés semblent pouvoir réduire la mortalité subséquente à une infection par le virus de la grippe H1N1 d'au moins 35%.

### Des compléments qui interagissent avec les médicaments
Les suppléments alimentaires de quercétine interagissent avec les médicaments prescrits aux humains, et peuvent ainsi en moduler à la hausse ou à la baisse les effets thérapeutiques et indésirables ("effets secondaires"). Une méta-analyse de 2017 relève ainsi une interaction avec des médicaments tels que la ciclosporine (immunosuppresseur) ou la pravastatine (cholestérol). Toutes les interactions ne sont pas connues à ce jour.